# Pitkäsaari (ö i Finland, Södra Savolax, S:t Michel, lat 61,92, long 27,39)
Pitkäsaari är en ö i Finland. Den ligger i sjön Saari-Kaukonen och i kommunen Sankt Michel i den ekonomiska regionen  S:t Michel och landskapet Södra Savolax, i den södra delen av landet, 230 km nordost om huvudstaden Helsingfors. Öns area är 1,7 hektar och dess största längd är 270 meter i sydöst-nordvästlig riktning.